# Dun
Dun é um topônimo ou um seu elemento muito frequente nos povoamentos ou antigos povoamentos celtas. Significava cidadela, fortaleza, fortificação, e mais tarde passou a significar colina ou monte. Encontrámo-lo sob a forma dunon em gaulês ou então dūno-,  latinizada dunum, dun em gaélico e din em galês e bretão. Também o encontramos em textos relativos à mitologia celta para designar principalmente a residência dos deuses ou dos heróis.
Trata-se de um dos termos mais frequentes da toponímia europeia.
Encontramos esta denominação principalmente em antigos castelos e fortalezas do reino unido, em especial na Escócia. Seriados de televisão como Outlander popularizaram a palavra, despertando a curiosidade de seus espectadores.